# 馬自達K360
馬自達K360是1959年至1969年間由日本馬自達汽車公司（當時稱為東洋工業）製造發售的商用三輪迷你卡車，其兄弟車為共通設計的T600。
當年推出時被社會大眾暱稱成「K三郎」（（日語）けさぶろう，ke-sa-bu-rou），可能因K360在日文裡可發音成けさむろう（ke-sa-mu-rou），但很多男性名字叫「三郎」（さぶろう，sa-bu-rou）且唸起來較順口，於是「K三郎」的暱稱就這樣不脛而走。

## 概要與歷史
這部車由小杉二郎擔任主要設計者，以雙色調的設計概念運用在商用車上，結果自1959年5月推出後大受歡迎。這部車最大的特徵就是機械結構與引擎的置放位子。引擎為356c.c.氣冷式OHV四衝程V型雙缸BA型引擎，汽缸排列角度為76°，引擎潤滑方式為乾式油底殼（dry sump，在引擎底部並沒有儲存機油的油底殼，而是透過獨立的機油桶來儲存，並透過幫浦將機油送至引擎各部位進行潤滑）；最大馬力為11ps / 4,300rpm，最大扭力2.2kg·m / 3,000rpm；縱置的引擎位於車廂後方與載物平台之間。變速系統為三速手動排檔，由後輪傳動。
車廂架為三角形，前避震系統結合了前叉、底部鏈結與彈簧，後避震則採半橢圓形鋼板彈簧懸吊系統；而前輪配置了避震筒，後輪則安裝了油壓式鼓煞系統。轉向機構為齒條與小齒輪轉向，連接圓形方向盤。
1962年8月進行小改款，把原先拉式車窗改為四段昇降式，並增加三角窗與側面通風口。1964年元月將軸距延長35mm，並且將車廂頂改為鋼板。1969年3月停止生產，不過這款車和馬自達B360在1960年代曾外銷緬甸，並於1990年代中期於當地生產組裝，目前在該國到處可見。

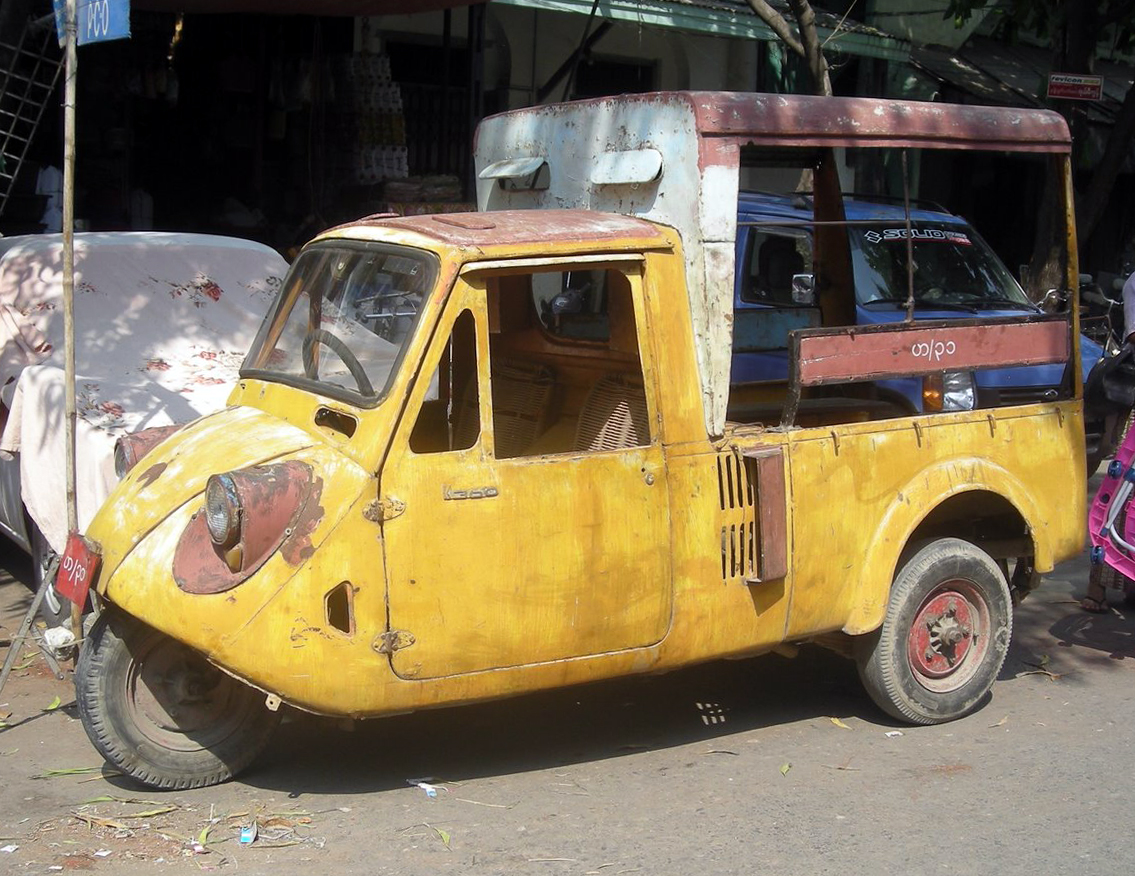
攝於緬甸曼德勒
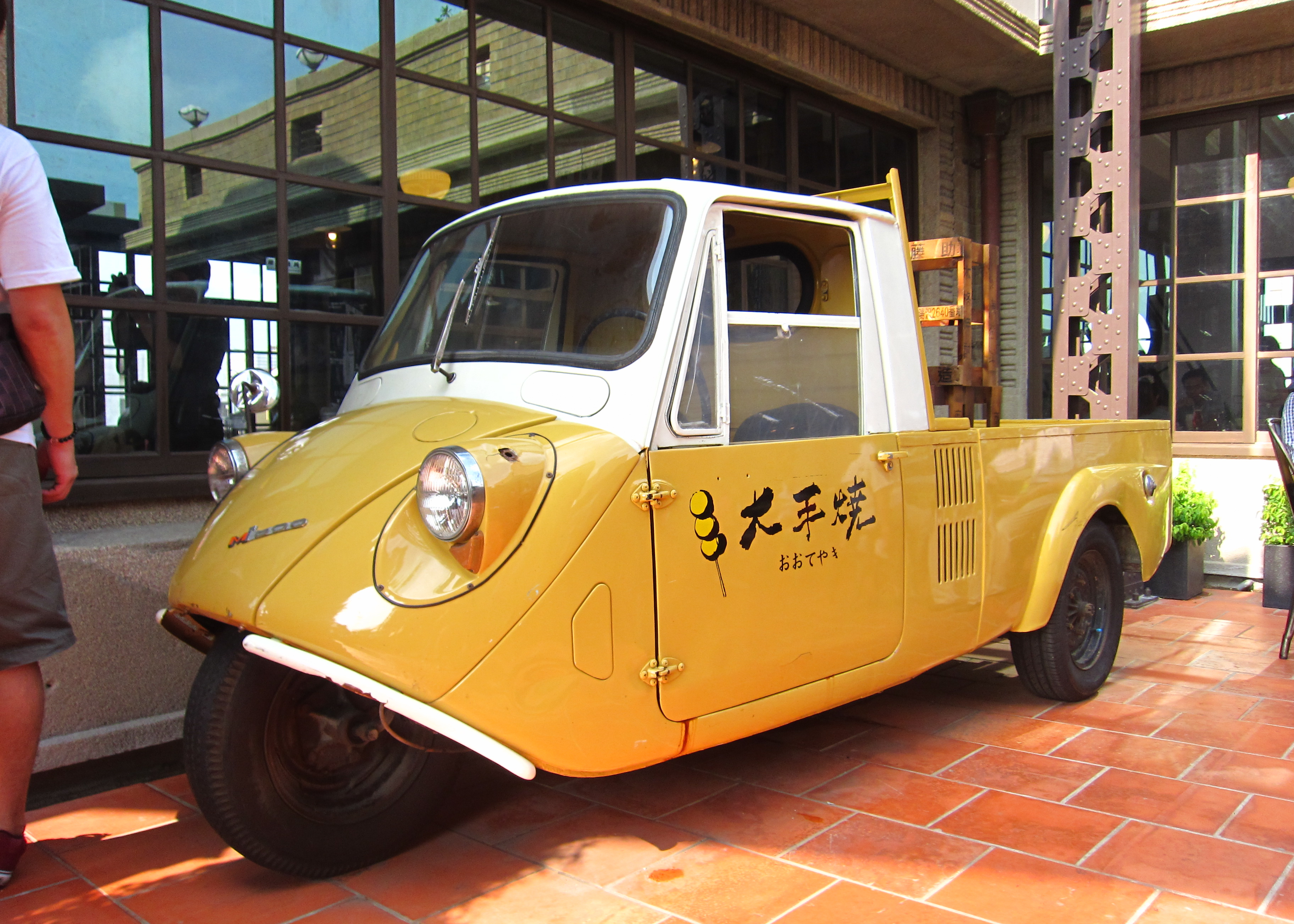
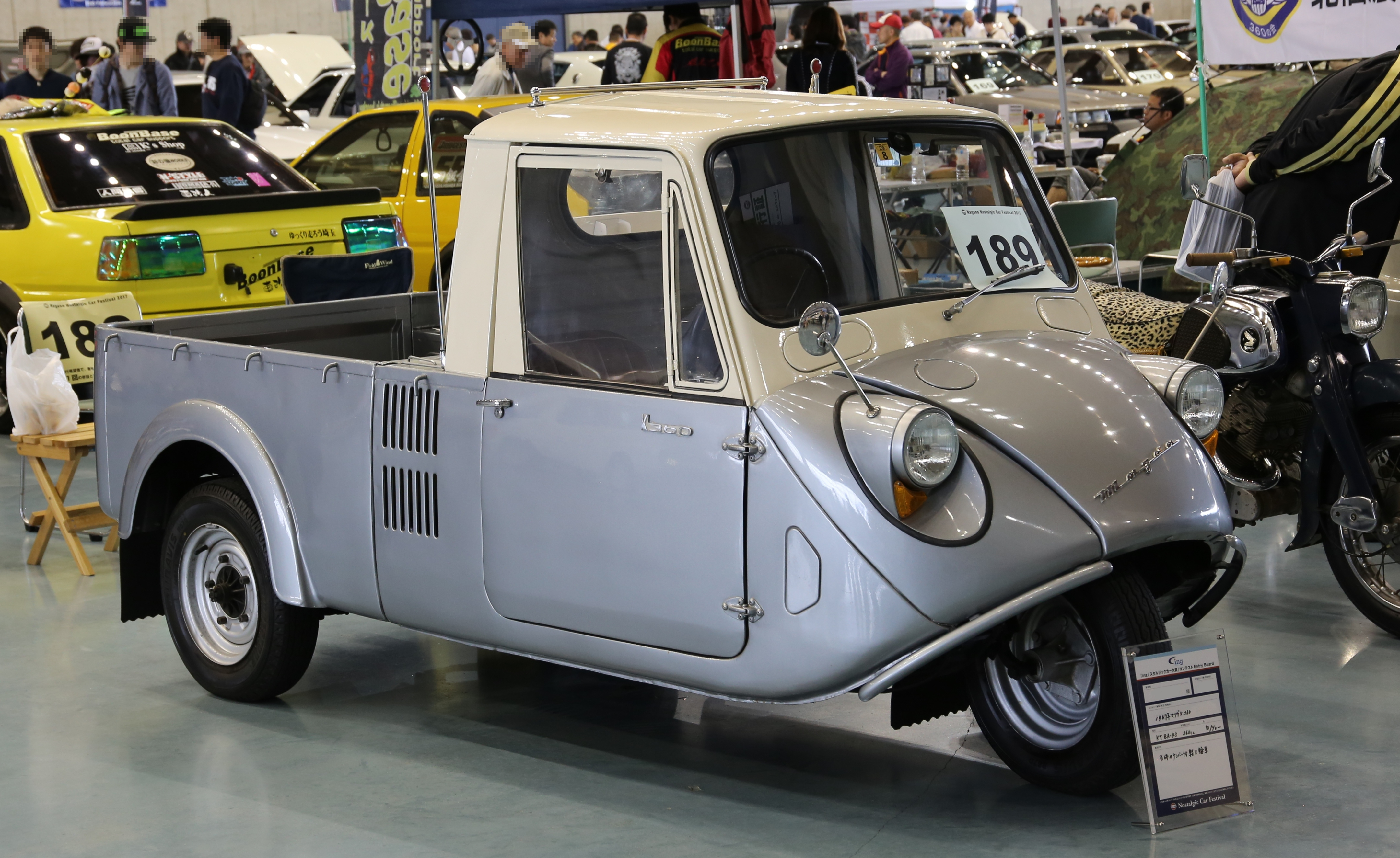
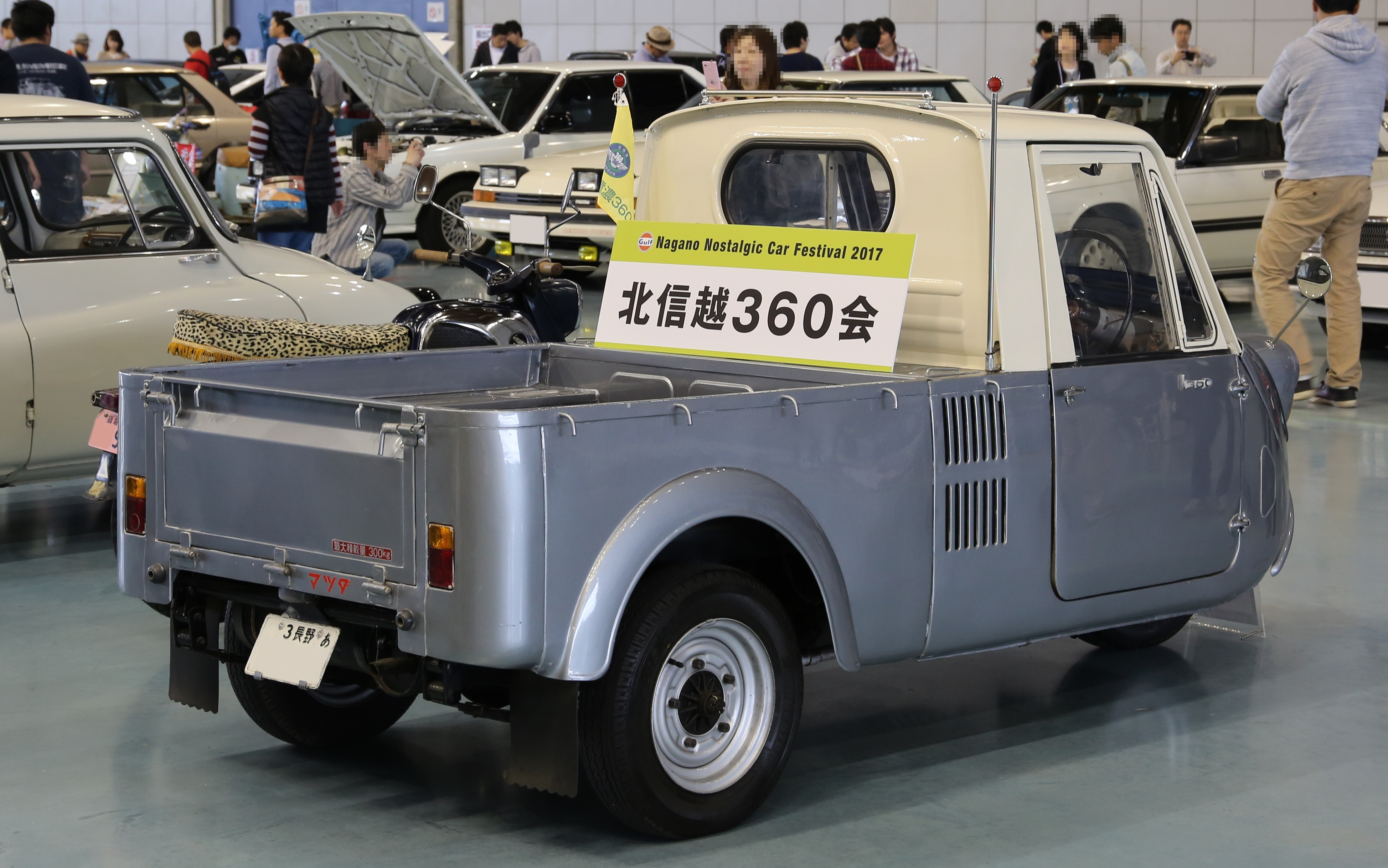

## 外部連結
- AutoNet - K360三輪貨車 （页面存档备份，存于）
- （英文）位於美國喬治亞州麥迪遜的迷你車博物館所展示的馬自達K360 （页面存档备份，存于）